# Conseil national des femmes belges

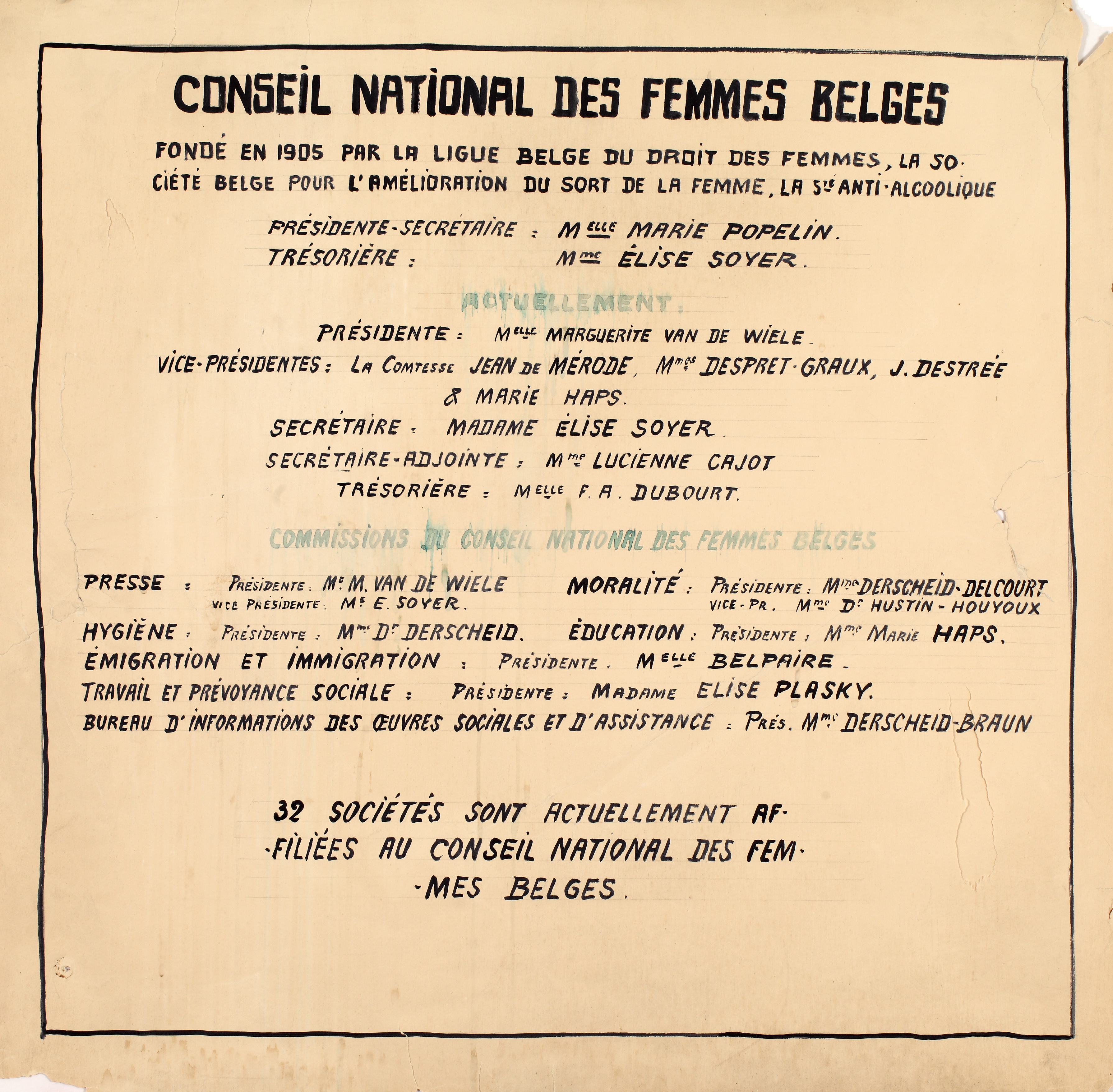
Fiche du début du XXe siècle conservée au Mundaneum.

Le Conseil national des femmes belges (CNFB), ou Nationale Vrouwenraad van Belgïe en néerlandais, est une organisation regroupant plusieurs dizaines d'associations féminines et/ou féministes. Créée en 1905, il est membre du Conseil international des femmes / International Women Council, structure internationale fondée en 1888.

## Historique
Le Conseil national des femmes belges rassemble à sa création plusieurs organisations féminines et féministes belges, sur plusieurs tendances. Il compte notamment parmi ses membres la Ligue du droit des femmes, l'Union des femmes belges contre l'alcoolisme et la Société belge pour l'amélioration du sort de la femme. Marie Popelin (1846-1913) est la première présidente du Conseil. Léonie La Fontaine lui succède jusqu'en 1918.
En 1964, Lily Boeykens rejoint le Conseil national des femmes belges, alors presque exclusivement francophone. Elle prend sous son aile la partie néerlandaise de l’association. En 1969, le bilinguisme est introduit lors des assemblées générales du Conseil, et, en 1974, le Conseil national des femmes est remplacé par deux branches autonomes, néerlandophone et francophone, respectivement De Nederlandstalige Vrouwenraad et le Conseil des femmes francophones de Belgique. À partir de 1972, Lily Boeykens devient présidente de l'aile néerlandophone ; elle assume cette fonction jusqu'en 1992.

## Contexte politique et social
En 1892, le féminisme belge est considéré comme un féminisme bourgeois, francophone et surtout centré sur Bruxelles. Par ailleurs, la société belge de l'époque est divisée entre divers partis politiques et des oppositions idéologiques. Les premières féministes du pays tentent donc de se mettre à l’écart de ces conflits pour encourager un maximum de femmes à se rallier à leur cause. Mais avec la naissance du Parti ouvrier belge (POB), les tensions politiques et sociales s’exacerbent à la fin du XIXe siècle et donc le féminisme belge se divise comme les différents partis politiques ; il y a trois courants différents : laïque et libéral, catholique, et socialiste. Chaque groupe a sa propre conception de l’émancipation de la femme et a des revendications différentes. Ce féminisme belge d’avant 1914 n’est pas très populaire à cause des différentes fractures sociales qui traversent le pays. De ce fait, le féminisme belge va tisser des liens au niveau international, entre autres avec le Conseil international des femmes (CIF). À la veille de la Première Guerre mondiale, le féminisme belge acquiert donc une reconnaissance au niveau international grâce à la participation du Conseil national des femmes belges (CNFB) au CIF.

## Création
La première association féministe en Belgique est la Ligue belge du droit des femmes (ci-après, la Ligue) créée en 1892 à la suite de l'affaire Popelin. Celle-ci s’implique rapidement au niveau international, dès août 1892, lors d'un voyage de promotion du Conseil international des femmes (ci-après, CIF). Cependant, la Ligue ne peut y adhérer officiellement car les statuts du CIF prévoient que les associations nationales qui y sont affiliées, doivent dans leur pays respectif, fédérer d'autres groupes féministes, ce qui n’est pas le cas de la Ligue. Sa présidente, Marie Popelin s’engage donc en 1899 à mettre sur pied le Conseil national des femmes belges afin de pouvoir adhérer pleinement au CIF, ce qu'elle fit le 30 janvier 1905 avec le concours de trois associations : la Ligue belge du droit des femmes, la Société belge pour l'amélioration du sort de la femme et l'Union des femmes belges contre l’alcoolisme. Le Féminisme chrétien de Belgique, qui envisageait de rejoindre le CNFB, se retire à la dernière minute. Les Femmes socialistes refusent également de faire partie du Conseil en raison de leur idéologie davantage tournée vers la lutte des classes, rejetant ainsi la collaboration avec le « féminisme bourgeois ».

## Objectifs
L’objectif du CNFB est donc à la fois d'adhérer au CIF afin de travailler en collaboration avec des féministes étrangères et de promouvoir le féminisme belge à l’international, ainsi que « le rapprochement et l’entente des œuvres, associations, institutions et personnalités féminines du pays, dans l'intention de s’occuper ensemble des questions relatives aux intérêts économiques et sociaux des femmes, à leurs droits et à leurs devoirs dans la société et la famille ; l’action commune auprès des pouvoirs publics [...] »,. Comme les autres associations féministes, le programme du CNFB se fonde principalement sur la lutte pour l’égalité des sexes en militant pour les droits pour les femmes. Le Conseil est plus précisément une « fédération de nombreuses associations féminines en vue de promouvoir les intérêts de la femme dans les domaines social, économiques, civique, législatif, familial et culturel »,. La singularité du CNFB est donc, non seulement la diversité de ses domaines d’implication mais également sa volonté d’apolitisme, Marie Popelin refusant d’associer son association à un parti politique.

## Fonctionnement et structure
Le CNFB fonctionne avec 16 commissions chargées de travaux et d’études spécialisées dans certains domaines de recherche et de revendications féministes, à savoir, Arts et Lettres, Relations internationales, Lois, Morale sociale, Santé, Éducations, Migrations, Travail, Protection de la Jeunesse, Bien-Être de l’Enfance, Film, Presse-radio-télévision, Habitation, Économie domestique, Vie rurale, Coopération au développement.
Ces commissions sont créées par le Bureau du CNFB, qui prend les décisions urgentes, approuve le programme de travail des commissions, coordonne leurs activités. Le Bureau compose, avec les présidentes des commissions et les sections locales du CNFB, le comité exécutif du CNFB.
Les commissions sont des « organes vitaux de la vie et de l’expression du Conseil car elles y apportent la réalité concrète des femmes et permettent les recherches, les travaux et les interpellations nécessaires », elles sont constitués des membres du C.N.F.B. qui sont invitées à être membres d’une ou plusieurs commissions.
Les assemblées plénières ont lieu de manière annuelle ou sur convocation du Bureau ou de cinq des sociétés affiliées. Les décisions prises lors de celles-ci sont adoptées à la majorité des deux tiers.

## Évolution

### L'entre-deux guerres
Après la Première Guerre mondiale, le mouvement féministe belge se reforme autour du CNFB et de la Fédération des femmes pour le suffrage. En effet, de toutes les associations qui restent après 1918, le CNFB est la seule association qui arrive encore à se déployer et à s’imposer, bien que celui-ci pâtisse du mal à trouver ses marques en raison de l'absence de sa présidente, Léonie La Fontaine, qui s'est réfugiée en Suisse. Elle sera remplacée lors de l’assemblée générale en 1920 et ce sera Marguerite Van de Wiele qui lui succédera. Le CNFB gagne en visibilité au niveau national car il s’ouvre à toutes les tendances politiques, ce qui étend le recrutement au sein du Conseil national des femmes belges. Il y a notamment des personnalités catholiques comme Marie Haps ou encore Juliette Carton de Wiart, qui président des commissions importantes au sein du CNFB.
Cet élargissement au niveau du recrutement crée des écarts idéologiques entre les membres du CNFB, ce qui le pousse à modérer ses implications féministes en empêchant parfois la prise de position claire sur certains sujets. Le CNFB reste, cependant, le lieu incontournable de rencontre entre les féministes belges.
De nouvelles associations voient le jour après la Première Guerre mondiale, composées de femmes issues de milieux populaires, ce qui diverge avec le milieu dont sont issues les premières féministes, dites « féministes bourgeoises ». Ces nouvelles associations, qui sont regroupées sous le terme « mouvement féministe égalitaire », sont considérées comme une avant-garde mais ne sont pas pour autant déconnectées des autres mouvements féministes. Les revendications de ces nouvelles associations sont parfois soutenues par des groupes féministes plus modérés, dont notamment le CNFB. 
En ce qui concerne la lutte pour le suffrage universel, lors du discours du Trône du 22 novembre 1918, celui-ci n’évoque que le suffrage universel masculin. En conséquence, les féministes décident de se mobiliser, dirigées par Jane Brigode et Louise van den Plas. Le CNFB s'implique dans cette lutte à Anvers, aux côtés de la Ligue Constance Teichmann. Partout dans le pays, des manifestations et des conférences politiques sont organisées. En raison de la cristallisation du débat, le Conseil national des femmes belges et la Fédération décident de faire pression sur la Chambre des représentants en réunissant 200 000 signatures sur une proposition de loi venant des catholiques en faveur du suffrage universel sans distinction des sexes.
Le 9 avril 1919, une délégation féministe est auditionnée par plusieurs partis mais cette initiative reste sans effet. La question du vote féminin n’est plus une question intéressant seulement les femmes mais devient d'intérêt politique national. Les différents partis restent sur leur position d’avant-guerre : le parti catholique est pour parce que, selon lui, cela freinerait la montée des socialistes, tandis que le parti libéral et le parti socialiste sont contre parce qu’ils pensent que les femmes sont en majorité en faveur du parti catholique. Après plusieurs années, un compromis est accepté, le parti catholique cède sur l’âge de vote des hommes, qui est de 21 ans ; en échange, il obtient que les femmes puissent voter au niveau communal.
Le 25 janvier 1921, le Parti général des femmes belges est créé sous l’impulsion de la Ligue, de l’Union patriotique des femmes et du CNFB.
Au niveau international, la création de la Société des Nations (SDN) ravit les féministes, puisque leurs aspirations correspondent avec celles de la SDN, à laquelle siège trois membres du CNFB au bureau de l’Union belge à la SDN. Marthe Boël, présidente du CIF et du CNFB, encourage les féministes à soutenir les actions des organismes internationaux.  

### Après 1945
Lors de la Seconde Guerre mondiale, les activités du CNFB se font de manière clandestine, ce qui va lui permettre de rebondir facilement au lendemain du conflit. À ce moment-là, le CNFB reprend du service et c’est Marthe Boël qui est toujours à sa tête. Les années 1950-1960 permettent au CNFB de s’imposer sur la scène internationale, grâce à la présidence de Marthe Boël au CIF ; elle occupe cette fonction jusqu'en 1947. Les revendications d’avant-guerre du CNFB sont encore présentes après la Deuxième Guerre mondiale : il s'agit principalement de l’égalité hommes-femmes aux niveaux économique, civil et politique. Par ailleurs, les revendications du CNFB s’élargissent, ce qui l'oblige à se repositionner idéologiquement, d’une part, mais il lui permet aussi de recruter et de trouver des soutiens dans l’ensemble des familles politiques et dans le monde associatif féminin, d’autre part.
L’évènement le plus marquant de cette période est l’adhésion progressive des associations féminines de masse aux revendications du CNFB. En 1952, les Guildes de coopératrices socialistes rejoignent le CNFB et les LOFC en 1967. 
L’une des revendications principales de l'après-guerre reste celle du vote des femmes. Le Conseil national des femmes belges s’engage concrètement dans le combat des suffragettes et Marthe Boël décide d’entreprendre des démarches auprès du Premier ministre. Une commission ad hoc est même formée au sein du CNFB pour suivre l’évolution du dossier. Peu à peu les autres associations féminines et féministes rejoignent le combat. Cependant, en 1947, les élections au niveau national se passent sans que les femmes ne puissent voter ; de nouveau, la question du suffrage féminin est vue comme une question politique et non comme une question de justice ou une question qui concerne l'intérêt des femmes. En 1948, les femmes sont enfin autorisées à voter au niveau national. Dès le vote de la loi, le CNFB et le GBPO s’organisent afin de donner des brochures aux femmes, pour les informer de leurs nouveaux droits, dans le but qu’elles s’engagent en politique.
En 1955, malgré l’évolution des mœurs, Marthe Boël déclare : « La vigilance reste de rigueur pour défendre les positions acquises, combien la lutte est encore et toujours indispensable pour que le droit des femmes au travail ne soit pas discuté et qu’elles aient enfin accès aux postes de direction ».
En 1968, le CNFB organise, avec l’appui d’autres associations et d'Émilienne Brunfaut, les États généraux de la femme au Palais des congrès à Bruxelles, pour célébrer les 20 ans du vote des femmes mais aussi pour faire une rétrospective du féminisme et de ses avancées. Force est de constater que même si les femmes ont obtenu le vote, il subsiste encore des discriminations. Sur le plan économique, par exemple, l’égalité salariale n’est pas acquise même si elle est garantie dans plusieurs textes internationaux.

## Combats et victoires
Lors de la grève de 1911 des femmes ouvrières à la Fabrique national de Herstal, le CNFB et d’autres associations les soutiennent.  La revendication principale était l'égalité salariale. Lors de différentes grèves ouvrières, le CNFB apporte par ailleurs son soutien avec d’autres associations. À cette époque, d’autres problèmes sont aussi évoqués, comme la drogue et l’avortement, ce qui donne lieu à de nombreux colloques et des séminaires. Le 31 mars 1908, le texte de loi concernant la recherche de paternité, qui avait été proposé en 1833, est adopté par la Chambre.
En 1909, les femmes obtiennent le droit de faire partie des conseils de famille et ont le droit de gérer la tutelle. Elles peuvent garder leur nationalité quand elles se marient avec un étranger.
À partir de 1910, elles peuvent être élues dans les conseils des Prud’hommes. Les femmes peuvent aussi entrée dans la Commission d'Assistance Publique (futurs CPAS). Dès la fin de la Première Guerre mondiale, le suffrage universel est accepté mais le vote des femmes est réservé aux veuves, aux mères de militaires ou de civils qui ont été tués par l’ennemi et à celles de prisonniers politiques à l'étranger.
En 1921, les femmes peuvent voter au niveau communal et donc sont éligibles au Sénat (première femme sénatrice : Marie Janson). Sous la présidence de Marthe Boël, le CNFB va se concentrer sur l’émancipation des femmes au sens large : l’accès des femmes à toutes les fonctions et à toutes les professions, le principe de l’égalité de salaires, le développement de l’enseignement technique supérieur pour les filles, une meilleure cohésion et compréhension aux niveaux national et international.
En 1948, la loi permettant aux femmes d’avoir accès à la magistrature est votée. Le texte permet aussi l'extension de la capacité civile de la femme mariée et une réforme de l'enseignement moyen des filles. Le 24 mars 1948, la loi octroyant le droit de vote pour les femmes aux élections législatives est approuvée par un vote quasi unanime.

## Liste des présidentes
- 1905-1913 : Marie Popelin
- 1913-1920 : Léonie La Fontaine
- 1920-1934 : Marguerite Van de Wiele
- 1935-1952 : Marthe Boël
- 1952-1953 : Madeleine Leroy (née Boy)[31]
- 1953-1959 : Juliette Borboux (aussi appelé Lily Wigny[32]
- 1959-1966 : Nellie Wiener[33]
- 1966-1974 : Baronne Maya Janssen[28]

## Liste des associations et des sociétés affiliées
En 1973, les associations affiliées au CNFB sont les suivantes :
- Accueil et Protection de la Jeune Fille
- Alliance Agricole Féminine
- Alliance des femmes belges pour la paix par l’éducation
- Amicale des Dames Libérales Gantoises
- Association belge des Femmes juristes
- Association centrale des Assistants sociaux
- Association des ex-Prisonnières de Siegburg
- Association féminine du PLP de Liège
- Association des Femmes universitaires catholiques
- Branche belge de l'Alliance Jeanne-d’Arc
- Comité belge de l'OMEP
- Conseil national des Bibliothèques d'hôpitaux et Welfare de la Croix-Rouge
- Croix verte
- École belge d’infirmières Édith Cavell
- Équipes d’Entraide
- Fédération belge des femmes diplômées des académies
- Fédération belge des Foyers de l’YWCA
- Fédération belge pour le suffrage des femmes
- Fédération féminine artistique
- Fédération nationale des femmes de Carrières libérales et commerciales et son Club de Bruxelles
- Fédération nationale des femmes du PLP
- Fédération nationale des infirmières belges
- Fédération nationale des Unions professionnelles agricoles féminines de Belgique Femmes prévoyantes socialistes
- Gentse Vrouwenbond
- Girl Guides
- Groupement Belge de la Porte Ouverte
- Institut d'études sociales de l'État
- Katholiek Vormingswerk voor Landelijke Vrouwen
- Ligue belge du droit des Femmes
- Ligue catholique du suffrage féminin (branche du Féminisme chrétien) - Ligue nationale des coopératrices
- Lyceum Club
- Matria
- Œuvre de la maison des servantes et de la bourse du travail
- Post Scolaire Gatti
- Présence, Association des Groupes Jeunes Femmes
- Ruche
- Société belge pour l’amélioration du sort de la femme
- Solidarité
- Union Belge contre l’Exploitation de la Débauche
- Union des femmes belges contre l’alcoolisme
- Union des femmes de Wallonie
- Union des mères de famille
- Union nationale des Soroptimist Club de Belgique
- Union patriotique des femmes belges
- Union pour le suffrage des femmes (ex-Union féministe belge)
- Vie Féminine

## Dissolution
Le CNFB, qui était à l’origine bilingue, se scinde en deux branches en 1974 : l’une francophone, le Conseil des femmes francophones de Belgique (CFFB) et l’autre néerlandophone, le « Nederlandstalige Vrouwenraad ». Chacun des deux conseils a son autonomie et ses méthodes d’action mais des rencontres de concertation ont lieu régulièrement spécialement pour ce qui concerne le travail au sein du Conseil international des femmes (CIF) et plus tard du Lobby européen des femmes (LEF). L'association nationale est dissoute.